# On Call
On Call is een nummer van de Amerikaanse rockband Kings of Leon uit 2007. Het is de eerste single van hun derde studioalbum Because of the Times.
Frontman Caleb Followill schreef het nummer om zijn bandmaten, zijn twee broers en zijn neef te laten weten dat hij er altijd voor hen is. "On Call" flopte in Amerika, maar werd wel een bescheiden hit op de Britse eilanden, in Vlaanderen en in Nieuw-Zeeland. In Vlaanderen bereikte de plaat de 4e positie in de Tipparade.

## Tracklijst
7" (886970736176), CD (886970736022)
1. "On Call" – 3:23
2. "My Third House" – 3:56